# Cremastus prominens
Cremastus prominens är en stekelart som beskrevs av Dasch 1979. Cremastus prominens ingår i släktet Cremastus och familjen brokparasitsteklar. Inga underarter finns listade i Catalogue of Life.